# Ghiacciaio Pigot
Il ghiacciaio Pigot (in inglese Pigot Glacier) è un ghiacciaio situato nell'Alaska (Stati Uniti) sud-centrale tra la municipalità di Anchorage (dove si forma) e il Census Area di Valdez-Cordova (dove termina).

## Dati fisici
Il ghiacciaio, che ha un orientamento nord-ovest / sud-est, si trova all'estremità nord-occidentale della Foresta Nazionale di Chugach (Chugach National Forest). È lungo mediamente 3 km e largo al massimo 500 metri; nasce nel gruppo montuoso Chugach (estremità nord-occidentale), in particolare si trova nella penisola del monte Doran (Mount Doran). Il ghiacciaio, che non finisce nel mare, si forma ad una altitudine di circa 1.200 - 1.300 m s.l.m. e termina a circa 400 m s.l.m. in un torrente che sfocia nella baia di Pigot (Pigot Bay) situata nel Census Area di Valdez-Cordova. La baia di Pigot è collegata al braccio di mare Port Wells che fa parte dello Stretto di Prince William (Prince William Sound). Una miniera (Lansing Mine) si trova a fondo valle sul lato sinistro del torrente. Sul lato destro, sul mare, si trovano le Pigot Bay Cabin, alcuni rifugi in legno attrezzati unicamente per il turismo d'avventura.
Altri ghiacciai vicino al Pigot sono:
| Nome del ghiacciaio | Quota alle coordinate indicate (m s.l.m.) | Coordinate             | Distanza e direzione dal ghiacciaio |
| ------------------- | ----------------------------------------- | ---------------------- | ----------------------------------- |
| Seth Glacier        | 840                                       | 60°52′31″N 148°30′55″W | 4 km verso sud-ovest                |
| Bettles Glacier     | 781                                       | 60°55′48″N 148°24′38″W | 5 km verso nord-est                 |
| Dirty Glacier       | 769                                       | 60°56′50″N 148°25′32″W | 6 km verso nord-est                 |
| Billings Glacier    | 756                                       | 60°52′55″N 148°34′28″W | 6 km verso sud-ovest                |
| Wedge Glacier       | 588                                       | 60°57′31″N 148°23′25″W | 8 km verso nord-est                 |
| Harriman Glacier    | 83                                        | 60°58′30″N 148°26′30″W | 8 km verso nord                     |

## Storia
Il ghiacciaio, nel periodo di 40 anni (dal 1910 al 1950), si è ritirato di 1,5 km. In seguito si è ritirato di almeno un altro chilometro lasciando scoperta la valle in basso. Una grande frana interessa il capolinea del ghiacciaio; questi detriti potrebbero essere il prodotto di vari assestamenti che si sono verificati durante i terremoti negli anni '40 e '64.

## Accessi e turismo
Il ghiacciaio è visibile dalla baia Pigot (Pigot Bay) che è raggiungibile solamente via mare da Whittier (25 km circa) a da Valdez (180 km circa). Durante la stagione turistica sono programmate diverse escursioni via mare da Whittier per visitare il ghiacciaio e quelli vicini.

## Alcune immagini

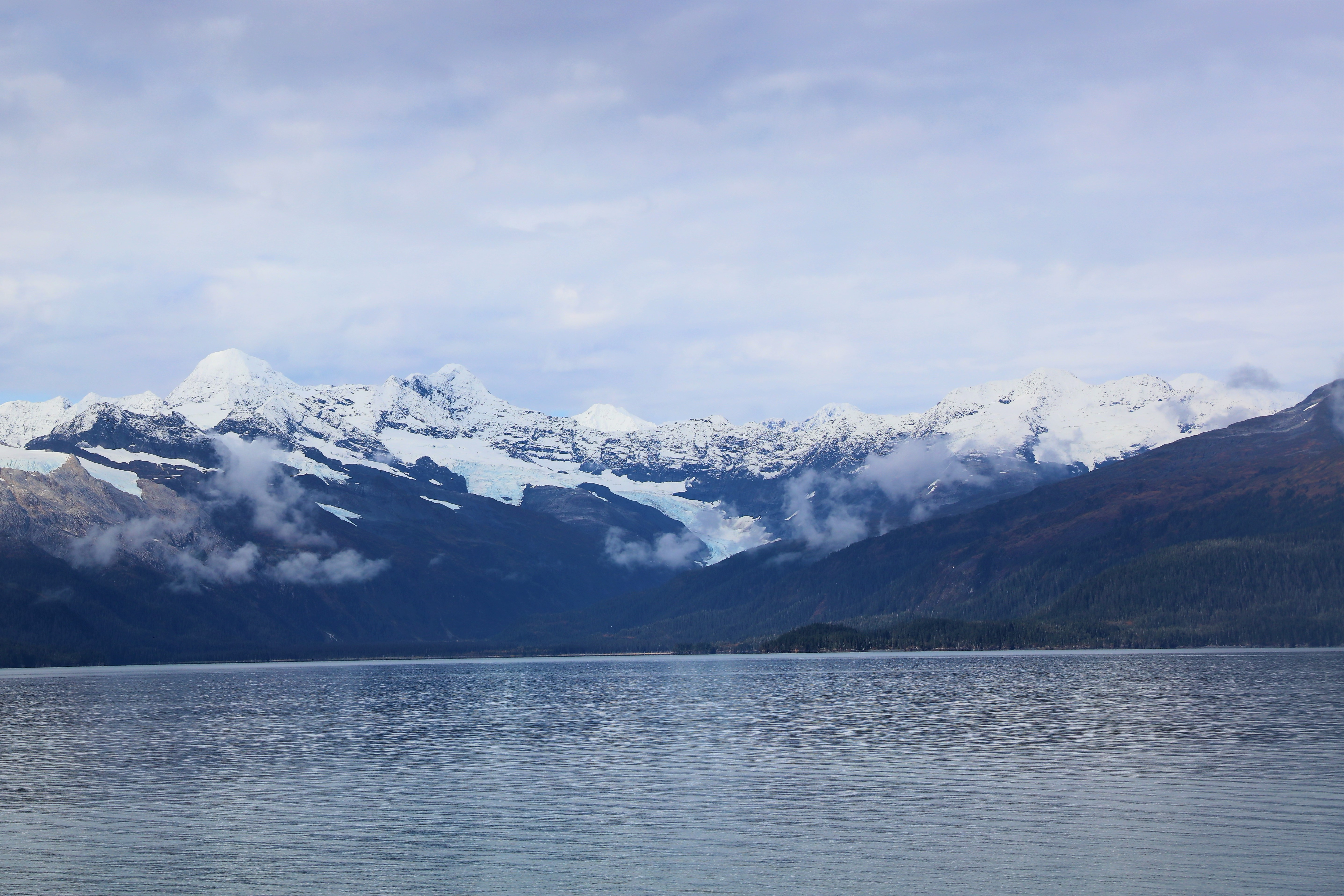
Il ghiacciaio visto dalla baia Pigot